# Võ Văn Thưởng
Võ Văn Thưởng (ur. 13 grudnia 1970) – wietnamski polityk.

## Kariera polityczna
Został wybrany w skład Komitetu Centralnego Komunistycznej Partii Wietnamu na XI kongresie partii w styczniu 2011, ponownie wybierany na XII kongresie w styczniu 2016 i XIII kongresie w styczniu 2021. Zasiadał również w składzie Biura Politycznego. W lutym 2021 został sekretarzem Komitetu Centralnego.
2 marca 2023 wybrany przez Zgromadzenie Narodowe na stanowisko prezydenta Wietnamu. Podał się do dymisji 20 marca 2024.